# Cassie Scerbo
Cassandra Lynn "Cassie" Scerbo, née le 30 mars 1990 à Long Island, New York, est une actrice, chanteuse et danseuse américaine.

## Biographie

### Carrière musicale
Cassie Scerbo était l'une des cinq filles du groupe Slumber Party Girls (en). En 2006, elles sortent l'album Dance Revolution, qui ne décolle pas dans les charts. Le groupe se sépare peu après.
En 2007, elle signe un contrat pour un album avec Geffen Records, bien qu'aucun album ne sorte. Trois de ses chansons (Betcha Don't Know, Sugar and Spice et Top Of The World) sont sur iTunes depuis 2008.

### Carrière d'actrice
Son premier grand rôle est celui de Brooke dans American Girls 4, une comédie sortie directement en DVD en 2007 aux États-Unis. La même année, elle apparaît dans Natural Born Komics, puis dans la série Arwin!, dont le pilote n'a pas été diffusé.
En 2008, elle apparait aux côtés d'Emily Osment et de Missi Pyle dans Soccer Mom.
À partir de 2009, elle incarne Lauren Tanner, l'un des personnages principaux de Championnes à tout prix, une série télévisée d'ABC Family qui s'est terminée après trois saisons. Elle a repris ce rôle dans une autre série, 10 Things I Hate About You. Elle est aussi apparue dans Les Experts : Miami (CSI: Miami).
Elle a récemment[Quand ?] signé pour Bleachers, une comédie/drame, où elle retrouvera sa co-star de American Girls 4, Kierstin Koppel.
En août 2011, elle incarne Amber Pollock dans le téléfilm La Reine du bal.
En 2013, elle a l'un des rôles principaux dans le film américain Sharknado.
En 2015, Cassie tient le rôle principal dans Agoraphobia.

### Vie privée
Cassie Scerbo a des origines italiennes. Elle est la marraine du fils aîné de l'actrice Tiffany Thornton et de son époux Christopher Carney, dont le parrain est l'acteur Wilmer Valderrama.
Cassie a été en couple avec Michael Copon (de juillet 2007 à juillet 2008), Cody Longo (de février 2009 à septembre 2010), Doug Reinhardt (d'octobre 2010 à janvier 2011), et Joshua Bowman (pendant plusieurs mois en 2011).

## Filmographie

### Cinéma

#### Longs-métrages
- 2005 : Hitters Anonymous de Monte Young : Leah jeune
- 2007 : Natural Born Komics de Pauly Shore : Montana
- 2007 : American Girls 4 de Steve Rash : Brooke
- 2008 : Maman coach (en) (Soccer Mom) de Gregory McClatchy : Tiffany
- 2011 : Not Another Not Another Movie de David Murphy : Ursula
- 2011 : A Holiday Heist de Christie Will : Kate
- 2012 : Music High de Mark Maine : Candi Piper
- 2013 : Isolated de Justin Le Pera : Ambassadrice de la paix
- 2013 : Not Today de Jon Van Dyke : Audrey
- 2015 : Agoraphobia de Lou Simon : Faye
- 2015 : Take a Chance de Shihan Oyama : Cynthia
- 2017 : Truth or Dare de Nick Simon : Alex Colshis

#### Courts-métrages
- 2011 : Bench Seat d'Anna Mastro (en) : Une fille
- 2014 : Human Code: Emotions/Society de Dan Klein
- 2017 : Graffiti de Brett Gursky : Bella

### Télévision

#### Séries télévisées
- 2006-2007 : Dance Revolution (en) : Une fille
- 2009-2012 : Championnes à tout prix (Make It or Break It) : Lauren Tanner
- 2010 : Les Experts : Miami : Hillary Swanson
- 2010 : Sym-Bionic Titan : Kimmy / Tiffany (voix)
- 2012 : Hot in Cleveland : Lindsay
- 2012-2013 : Randy Cunningham: 9th Grade Ninja : Heidi Weinerman (Voix)
- 2014 : Baby Daddy : Heather
- 2014 : Bad Judge : Brianna Browley
- 2016 : Star Trek: Progeny : Livia Avitus
- 2016 : Mary + Jane (en) : Lauren M
- 2017 : Small Shots (en) : Kristen
- 2018 : The Filth : Diane
- 2019 : Grand Hotel : Vanessa

#### Téléfilms
- 2006 : House Broken de Luke Greenfield : Cassie
- 2007 : Arwin! de Richard Correll : Cassie
- 2008 : Mother Goose Parade
- 2011 : La Reine du bal (Teen Spirit) de Gil Junger : Amber Pollock
- 2013 : Sharknado d'Anthony C. Ferrante : Nova Clarke
- 2013 : Bering Sea Beast (it) de Don E. FauntLeRoy : Donna Hunter
- 2015 : Le Mensonge de ma vie (My Life as a Dead Girl) de Penelope Buitenhuis : Brittany
- 2015 : Sharknado 3: Oh Hell No! d'Anthony C. Ferrante : Nova Clarke
- 2017 : Une amitié malsaine (The Perfect Soulmate) de Curtis Crawford et Anthony Lefresne : Lee Maxson
- 2017 : Sharknado 5: Global Swarming d'Anthony C. Ferrante : Nova Clarke
- 2018 : The Last Sharknado : It’s About Time d'Anthony C. Ferrante : Nova Clarke